# Szeroka Góra
Szeroka Góra lub Szeroka (niem. Der breite Berg) – najwyższy szczyt Gór Bardzkich. Wznosi się na wysokość 765 m n.p.m. Na szczycie znajduje się trwały znak geodezyjny świadczący o pomiarach dokonanych przez geodetów. Na szczyt prowadzi z Kłodzka żółty szlak przechodzący przez Kłodzką Górę i przełęcz pod Kłodzką Górą.
Szczyt należy do Korony Gór Dolnego Śląska.

## Położenie
Szczyt znajduje się w Sudetach Środkowych, w południowo-wschodniej części Grzbietu Wschodniego Gór Bardzkich, na północny wschód od Kłodzkiej Góry. Z Kłodzką Górą dzieli go przełęcz pod Kłodzką Górą będąca węzłem szlaków  niebieskiego i  żółtego. Wznosi się około 5,3 km na południe od centrum Barda.

## Charakterystyka
Wzniesienie o niewyraźnie zaznaczonym wierzchołku, wyrasta na północny wschód od Kłodzkiej Góry, w postaci małego, rozległego grzbietu o stromo opadających południowych i północnych zboczach. Wznosi się w masywie Kłodzkiej Góry, na północny wschód od niej, jako słabo zaznaczona kulminacja, w rozległym krótkim ramieniu odchodzącym od Kłodzkiej Góry. Położenie góry, między Kłodzką Górą i wzniesieniem Jeleniec, oraz rozległy mało wyniesiony wierzchołek, czynią górę trudno rozpoznawalną w terenie.
Zbudowane z dolnokarbońskich szarogłazów i łupków struktury bardzkiej, na wschodnim podnóżu występują gornokarbońskie granitoidy i granodioryty masywu kłodzko-złotostockiego, tworzące także przebicie struktury bardzkiej. Na północny zachód od szczytu pojawiają się niewielkie wkładki dewońskich szarogłazów i łupków.
Cały szczyt i zbocza porastają rozległe lasy głównie świerkowe i świerkowo-bukowe, z domieszką innych gatunków drzew liściastych. Poniżej szczytu południowym, wschodnim i północnym zboczem przebiega leśna dróżka. Na wschód od szczytu położona jest miejscowość Laski.